# Adolf Pinner

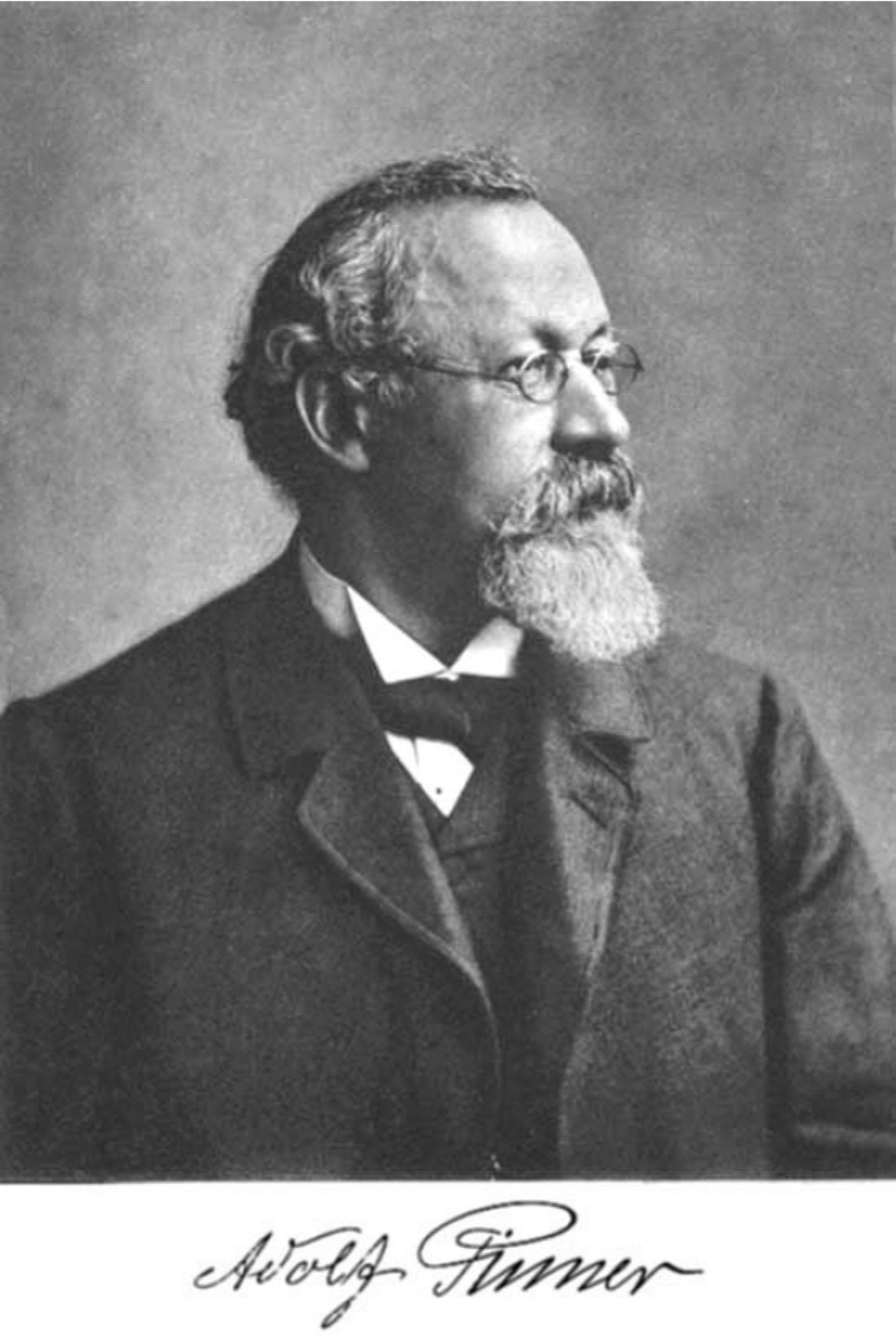
Adolf Pinner (vor 1909)

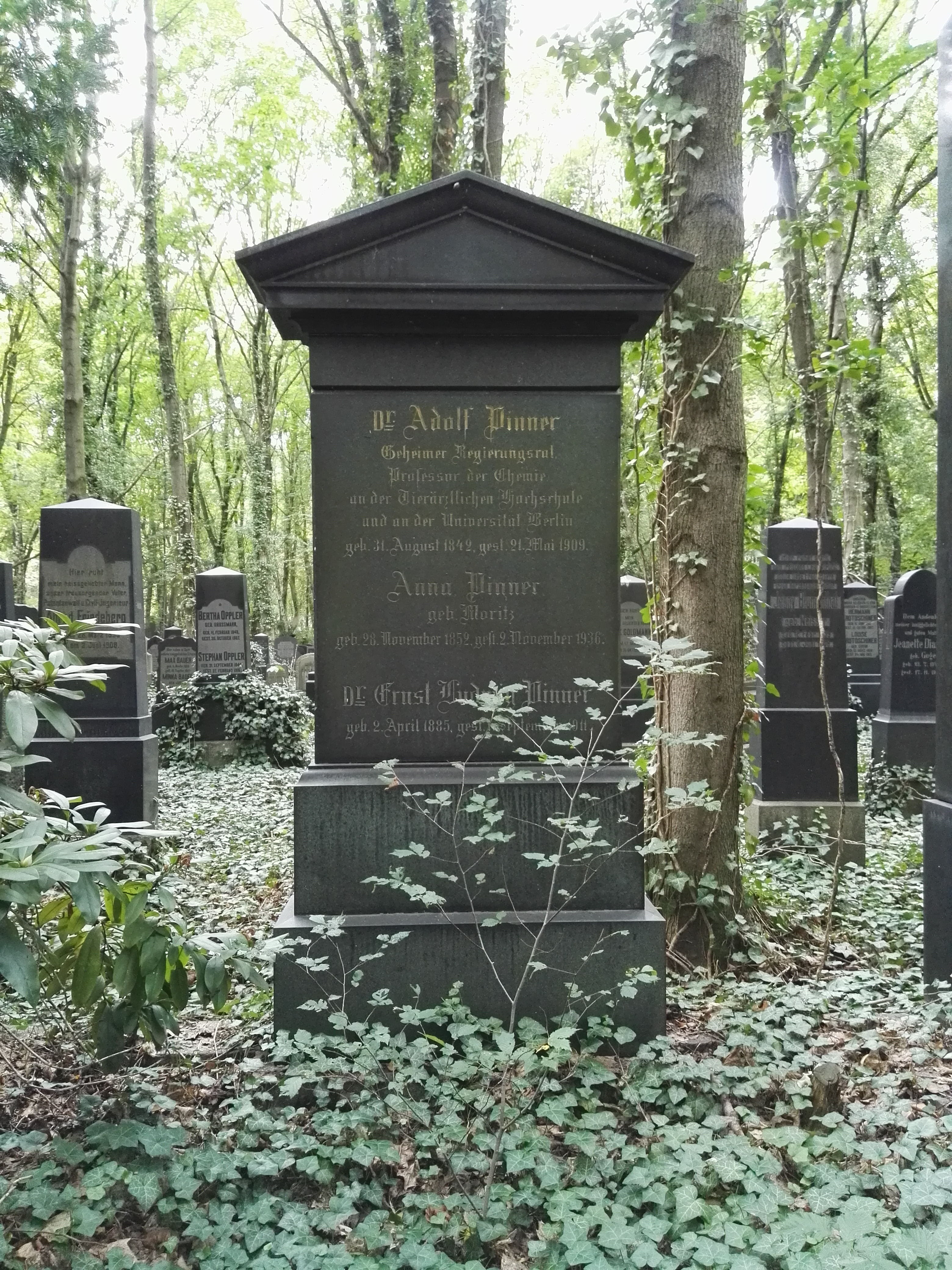
Grabstätte

Adolf Pinner (* 31. August 1842 in Wronke, Provinz Posen; † 21. Mai 1909 in Berlin) war ein deutscher Chemiker und Professor für Chemie an der Universität zu Berlin. Er fand zusammen mit Richard Wolffenstein die Strukturformel von Nicotin. Nach ihm benannt ist die Pinner-Reaktion, eine Namensreaktion in der organischen Chemie.

## Leben
Adolf Pinner war Sohn des Rabbiners Lewin Aron Pinner.
Er besuchte das jüdisch-theologische Seminar in Breslau und anschließend die Universität Berlin, wo er 1867 promoviert wurde. Anschließend arbeitete er als Privatassistent bei August Wilhelm von Hofmann. 1870 war er kurzfristig bei der Fabriques des Produits Chimiques in Dieuze angestellt. Im Anschluss wurde er 1871 Privatdozent in Berlin und 1873 wissenschaftlicher Assistent. 1878 wurde er Professor für Chemie an der Universität Berlin. Im selben Jahr wirkte er als Professor an der tierärztlichen Hochschule in Berlin. Im Jahr 1887 wurde er zum Mitglied der Leopoldina gewählt. 1885–1906 war er Mitglied des Patentamtes und im folgenden Jahr der preußischen Handelskammer. Er erhielt den Titel geheimer Regierungsrat. In den Jahren 1904 und 1905 war er Vizepräsident der  Deutschen Chemischen Gesellschaft in Berlin.
Er beschäftigte sich vor allem mit organischen Verbindungen mit niedriger Kohlenstoffanzahl. Ausgiebig befasste er sich mit der Herstellung von Imidoestern. Im letzten Abschnitt seines Lebens befasste er sich hauptsächlich mit der Chemie der Alkaloide. Außerdem gelang es ihm in Zusammenarbeit mit Wolffenstein die Strukturformel des Nicotins zu ermitteln.
Weitere von Pinner entwickelten Synthesen sind die Pinner-Triazin-Synthese und die Pinner-Amidin-Synthese.
Pinner ist auf dem Jüdischen Friedhof Berlin-Weißensee bestattet.

Die von Pinner und Wolffenstein ermittelte Struktur des Nicotins

## Veröffentlichungen
- Darstellung und Untersuchung des Butylchlorals, in Annalen der Chemie, clxxix., und in Berichte der Deutschen Chemischen Gesellschaft, 1870–77;
- Ueber Imidoäther in Annalen, ccxcvii. und ccxcviii., auch in Berichte, 1877–97
(beide Artikel kombinierte er in einem Buch unter dem Titel Ueber Imidoäther und Dessen Derivate);
- Repetitorium der organischen Chemie : mit besonderer Rücksicht auf d. Studirenden d. Medicin u. Pharmacie ; mit 11 Holzstichen.
  - 4. Aufl. - Berlin : Oppenheim, 1884. Digitalisierte Ausgabe
  - 6. Aufl. - Berlin : Oppenheim, 1884. Digitalisierte Ausgabe
  - 11. Aufl. - Hannover : Jänecke, 1901. Digitalisierte Ausgabe der Universitäts- und Landesbibliothek Düsseldorf
- Die Condensation des Acetons, in Berichte, 1881–83;
- Ueber Hydantoïe und Urazine, in Berichte, 1887–89;
- Ueber Nicotin, in Berichte, 1891–95, und in Archiv der Pharmazie, ccxxxi., ccxxxiii.;
- Ueber Pilocarpin, in Berichte, 1900–03.

Er ist auch der Autor des Buches Gesetze der Naturerscheinungen.